# Dicranomyia flavidipennis
Dicranomyia flavidipennis là một loài ruồi trong họ Limoniidae. Chúng phân bố ở miền Australasia.